# IJ.V.V. Stormvogels
IJmuidensche Voetbal Vereeniging Stormvogels is een Nederlandse voetbalclub in het amateurvoetbal en een voormalige betaaldvoetbalclub uit IJmuiden. Het eerste zaterdagelftal speelt in de Derde klasse (2021/22). Het eerste zondagelftal speelde in de Tweede klasse van het seizoen 2016/17. In het seizoen 2017/18 was dit team niet meer actief.
Tussen de jaren 20 en de jaren 50 kwam Stormvogels in totaal 28 seizoenen uit in de Eerste klasse, destijds het hoogste niveau van het Nederlands voetbal.
De club speelt op Sportpark Zeewijk in IJmuiden.

## Historie
Stormvogels werd opgericht op 1 juni 1912. De club begon in de Eerste klasse van de Noordhollandsche Voetbalbond, maar klom na vier gespeelde seizoenen al snel op naar de Tweede klasse van de Nederlandse Voetbalbond.
In 1949 kwam de gemeente Velsen met een plan voor één sportcomplex voor zowel Stormvogels als VSV. Vanwege de kosten ging dit niet door. In 1968 zijn er niet succesvolle fusieonderhandelingen met VSV. In het seizoen 1962/63 speelt Stormvogels in de Tweede Divisie A waar het als tiende eindigt. Op 17 juli 1963 fuseert Stormvogels met VSV tot Sportclub Telstar en de fusieclub ging, door de eerste plaats van VSV in de Tweede Divisie, in de Eerste Divisie spelen. Beide clubs werden weer amateurverenigingen en gingen in de vierde klasse spelen.
In 2001 fuseerde Stormvogels met SC Telstar tot Vereniging Stormvogels Telstar Combinatie. Als Stormvogels-Telstar speelde de club in de Eerste Divisie. Per 1 juli 2008 werd deze fusie weer ontbonden en ging Telstar samenwerken met AZ.

## Erelijst
| Competitie               | Winnaar | Winnaar                                              | Runner up | Runner up                 |
| Competitie               | Aantal  | Jaren                                                | Aantal    | Jaren                     |
| ------------------------ | ------- | ---------------------------------------------------- | --------- | ------------------------- |
| Nationaal                |         |                                                      |           |                           |
| Nederlands kampioenschap | -       | -                                                    | 1×        | 1923/24                   |
| Eerste Divisie           | -       | -                                                    | 3×        | 1956/57, 1957/58, 1958/59 |
| Eerste Klasse            | 6×      | 1923/24, 1925/26, 1932/33, 1952/53, 1983/84, 1990/91 | 1×        | 1981/82                   |
| Tweede Klasse            | 6×      | 1918/19, 1951/52, 1967/68, 1980/81, 2002/03, 2009/10 | 2×        | 1949/50, 1950/51          |
| Derde Klasse             | 3×      | 1916/17, 1965/66, 1978/79                            | 3×        | 1915/16, 1975/76, 1976/77 |
| Vierde Klasse            | 1×      | 1963/64                                              | -         | -                         |

## Competitieresultaten 1979–2018 (zaterdag)
| 1 4B |

| 1 3A |

| 11 2C |

|  |

|  |

|  |

|  |

|  |

|  |

|  |

|  |

|  |

|  |

|  |

|  |

|  |

|  |

|  |

|  |

|  |

|  |

| 10 4C |

|  |

|  |

|  |

|  |

|  |

|  |

|  |

|  |

|  |

|  |

| 11 5A |

| 1 5A |

| 4 4C |

| 11 3B |

| 1 4B |

| 13 3B |

| 4 4D |

| 2 3B |

| - 3B |

| Tweede klasse | Derde klasse | Vierde klasse | Vijfde klasse |

## Competitieresultaten 1914–2017 (zondag)
| 4 3D |

| 3 |

| 2 3E |

| 1 3D |

| 3 2A |

| 1 2B |

| 5 |

| 5 |

| 5 |

| 2 |

| 1 |

| 2 |

| 1 |

| 2 |

| 9 |

| 9 |

| 8 |

| 3 |

| 7 |

| 1 |

| 3 |

| 5 |

| 4 |

| 4 |

| 7 |

| 5 |

| 7 |

| 8 |

| 8 |

| 10 |

| 10 |

|  |

| 8 |

| 9 |

| 6 |

| 10 |

| 2 2B |

| 2 2A |

| 1 2A |

| 2 1B |

| 5 1A |

| 8 A |

| 12 A |

| 2 B |

| 2 B |

| 2 B |

| 5 A |

| 14 A |

| 17 A |

| 10 A |

| 1 4C |

| 9 3C |

| 1 3A |

| 9 2A |

| 1 2A |

| 10 1A |

| 9 1A |

| 12 1A |

| 3 2A |

| 7 2A |

| 9 2A |

| 11 2A |

| 2 3B |

| 2 3B |

| 3 3B |

| 1 3B |

| 4 2A |

| 1 2A |

| 2 1A |

| 3 1A |

| 1 1A |

| 6 A |

| 6 A |

| 12 A |

| 11 A |

| 10 A |

| 14 A |

| 1 1A |

| 12 A |

| 13 A |

| 3 1A |

| 7 1A |

| 9 1A |

| 8 1A |

| 5 1A |

| 3 1A |

| 7 1A |

| 9 1A |

| 11 1A |

| 1 2B |

| 4 1A |

| 3 1A |

| 5 1A |

| 8 1A |

| 12 1A |

| 5 2A |

| 1 2A |

| 6 1A |

| 11 1A |

| 7 1A |

| 7 1A |

| 13 1A |

| 5 2A |

| 11 2A |

| Hoofdklasse (profniveau) | Eerste divisie | Eerste klasse (profniveau) | Tweede divisie | Hoofdklasse | Eerste klasse | Overgangsklasse | Tweede klasse | Derde klasse | Vierde klasse | Noodcompetitie |

In elke staaf van de grafiek staat van boven naar beneden vermeld: 
- Eindnotering

Dit is de positie die de club heeft bereikt in de competitie, zonder eventuele beslissings-, play-off- of nacompetitiewedstrijden die nodig zijn geweest om bijvoorbeeld de kampioen van de competitie te bepalen.
Indien een * achter het getal staat is de notering een tussenstand en kan het zijn dat de notering niet overeenkomt met de uiteindelijke eindstand van de competitie.
Staat er een - dan is het seizoen nog bezig en is er geen definitieve uitslag bekend.
Staat er xx op de positie van de notering, dan heeft de club vroegtijdig de competitie verlaten. Dit kan onder andere komen door terugtrekking van het team, faillissement van de club of door een uitgedeelde straf van de KNVB. In veel gevallen staat elders in het artikel de reden vermeld.
Staat er een ? dan is het resultaat uit het verleden onbekend, en is alleen de competitie of het niveau bekend van dat seizoen.
In de seizoenen 2019/20 en 2020/21 werd wegens de coronacrisis het amateurvoetbal afgebroken. Daardoor kennen deze staven geen eindklassering (middels -- weergegeven).
- Competitieniveau en afdelingsletter of Officiële eindstand Eredivisie
  - Competitieniveau en afdelingsletter

Hierbij geeft het getal het niveau weer, dat ook terug te vinden is in de legenda. De letter is de afdelingsaanduiding en wordt gebruikt wanneer er meer afdelingen zijn op hetzelfde niveau. De afdelingsletter is altijd een hoofdletter en wordt meestal zonder nummer gebruikt.
Voorbeeld: 2F is niveau 2e klasse competitie F.
Het competitieniveau en nummer wordt niet vermeld wanneer er slechts één competitie van dit niveau was.
  - Officiële eindstand Eredivisie (getal staat tussen haakjes vermeld)

Sinds de introductie van play-offwedstrijden voor Europees voetbal na afloop van de reguliere competitie in 2005/06, is de KNVB verplicht een eindstand van de Eredivisie door te geven aan de UEFA aan de hand van deze play-offwedstrijden.
Bij deze eindstand staan clubs die zich hebben gekwalificeerd voor Europees voetbal hoger dan clubs die zich niet wisten te kwalificeren. Indien er geen verschil was tussen de eindnotering en de officiële eindstand, staat dit getal niet vermeld.

- Onderafdeling

Hier staat afgekort de naam van de onderafdeling indien de club in dat jaar in een onderafdeling uitkwam. Tevens staat deze afkorting in de legenda en wordt gelinkt naar het artikel over deze onderafdeling. Deze afkorting wordt alleen vermeld wanneer de club in het verleden in verschillende onderafdelingen heeft gespeeld. Deze vermelding is in de staaf altijd in kleine letters. Deze onderafdelingen zijn na het seizoen 1995/96 afgeschaft. Heeft de club in slechts één onderafdeling gespeeld, dan is dit alleen terug te vinden in de legenda.
Onder de staaf staat het jaartal vermeld waarin het seizoen is afgesloten. 15 verwijst naar het seizoen 2014/15 of eventueel het seizoen 1914/15.
Wanneer een staaf leeg is, zijn deze gegevens niet bekend. Het kan ook zijn dat de club dat seizoen niet heeft meegespeeld op het hogere amateurniveau, vroegtijdig de competitie heeft verlaten of uit de competitie is gezet.

In het seizoen 1944/45 was er wegens de Tweede Wereldoorlog geen regulier competitievoetbal.

## Betaald voetbal

### Seizoensoverzichten
| Resultaten van Stormvogels sinds de toetreding in het betaald voetbal in 1954 | Resultaten van Stormvogels sinds de toetreding in het betaald voetbal in 1954 | Resultaten van Stormvogels sinds de toetreding in het betaald voetbal in 1954 | Resultaten van Stormvogels sinds de toetreding in het betaald voetbal in 1954 | Resultaten van Stormvogels sinds de toetreding in het betaald voetbal in 1954 | Resultaten van Stormvogels sinds de toetreding in het betaald voetbal in 1954 | Resultaten van Stormvogels sinds de toetreding in het betaald voetbal in 1954 | Resultaten van Stormvogels sinds de toetreding in het betaald voetbal in 1954 | Resultaten van Stormvogels sinds de toetreding in het betaald voetbal in 1954 | Resultaten van Stormvogels sinds de toetreding in het betaald voetbal in 1954 | Resultaten van Stormvogels sinds de toetreding in het betaald voetbal in 1954 | Resultaten van Stormvogels sinds de toetreding in het betaald voetbal in 1954 | Resultaten van Stormvogels sinds de toetreding in het betaald voetbal in 1954                                                                             |
| Seizoen                                                                       | Competitie                                                                    | Competitie                                                                    | Competitie                                                                    | Competitie                                                                    | Competitie                                                                    | Competitie                                                                    | Competitie                                                                    | Competitie                                                                    | Competitie                                                                    | Kwalificatie                                                                  | KNVB beker                                                                    | Bijzonderheid |
| Seizoen                                                                       | Divisie                                                                       | GW                                                                            | W                                                                             | G                                                                             | V                                                                             | PNT                                                                           | DV                                                                            | DT                                                                            | POS                                                                           | Kwalificatie                                                                  | KNVB beker                                                                    | Bijzonderheid |
| ----------------------------------------------------------------------------- | ----------------------------------------------------------------------------- | ----------------------------------------------------------------------------- | ----------------------------------------------------------------------------- | ----------------------------------------------------------------------------- | ----------------------------------------------------------------------------- | ----------------------------------------------------------------------------- | ----------------------------------------------------------------------------- | ----------------------------------------------------------------------------- | ----------------------------------------------------------------------------- | ----------------------------------------------------------------------------- | ----------------------------------------------------------------------------- | --- |
| 1954/55                                                                       | Eerste klasse B                                                               | 8                                                                             | 2                                                                             | 5                                                                             | 1                                                                             | 9                                                                             | 14                                                                            | 12                                                                            | 5e                                                                            | –                                                                             | Geen bekertoernooi                                                            | Stormvogels treedt toe tot het betaald voetbal De competitie werd na de fusie van de KNVB en de NBVB niet afgemaakt. Alle teams werden opnieuw ingedeeld. |
| 1954/55                                                                       | Eerste klasse A                                                               | 26                                                                            | 9                                                                             | 8                                                                             | 9                                                                             | 26                                                                            | 49                                                                            | 42                                                                            | 8e                                                                            | Hoofdklasse                                                                   | Geen bekertoernooi                                                            | Stormvogels treedt toe tot het betaald voetbal De competitie werd na de fusie van de KNVB en de NBVB niet afgemaakt. Alle teams werden opnieuw ingedeeld. |
| 1955/56                                                                       | Hoofdklasse A                                                                 | 34                                                                            | 10                                                                            | 12                                                                            | 12                                                                            | 32                                                                            | 60                                                                            | 66                                                                            | 12e                                                                           | Eerste divisie                                                                | Geen bekertoernooi                                                            | |
| 1956/57                                                                       | Eerste divisie B                                                              | 30                                                                            | 19                                                                            | 7                                                                             | 4                                                                             | 45                                                                            | 68                                                                            | 38                                                                            | 2e                                                                            | –                                                                             | 2e ronde                                                                      | – |
| 1957/58                                                                       | Eerste divisie B                                                              | 30                                                                            | 19                                                                            | 4                                                                             | 7                                                                             | 42                                                                            | 76                                                                            | 48                                                                            | 2e                                                                            | –                                                                             | 3e ronde                                                                      | – |
| 1958/59                                                                       | Eerste divisie B                                                              | 28                                                                            | 17                                                                            | 6                                                                             | 5                                                                             | 40                                                                            | 76                                                                            | 41                                                                            | 2e                                                                            | –                                                                             | Geen deelname                                                                 | – |
| 1959/60                                                                       | Eerste divisie A                                                              | 30                                                                            | 11                                                                            | 10                                                                            | 9                                                                             | 32                                                                            | 53                                                                            | 50                                                                            | 5e                                                                            | –                                                                             | Geen bekertoernooi                                                            | – |
| 1960/61                                                                       | Eerste divisie A                                                              | 34                                                                            | 12                                                                            | 5                                                                             | 17                                                                            | 29                                                                            | 55                                                                            | 73                                                                            | 14e                                                                           | –                                                                             | Groepsfase                                                                    | – |
| 1961/62                                                                       | Eerste divisie A                                                              | 34                                                                            | 4                                                                             | 6                                                                             | 24                                                                            | 14                                                                            | 33                                                                            | 79                                                                            | 17e                                                                           | Rechtstreekse degradatie                                                      | 2e ronde                                                                      | – |
| 1962/63                                                                       | Tweede divisie A                                                              | 32                                                                            | 8                                                                             | 13                                                                            | 11                                                                            | 29                                                                            | 35                                                                            | 44                                                                            | 10e                                                                           | –                                                                             | 1e ronde                                                                      | Stormvogels fuseert met VSV en verandert haar naam naar Telstar                                                                                           |

### Topscorers
- 1954/55:  Gouke van der Meer (4)
- 000000 :  Jan Luppens (13)
0000000  Gouke van der Meer (13)
- 1955/56:  Toon de Boer (19)
- 1956/57:  Henk Groot (20)
- 1957/58:  Cees Groot (22)
- 1958/59:  Henk Groot (21)
- 1959/60:  Kees Noomen (8)
- 1960/61:  Wim van der Waal (13)
- 1961/62:  Henk Janssen (15)
- 1962/63:  Ko Bakker (7)

### Trainers
- 1922–1923:  Jack Burton
- 01/1924–1928:  Ted Magner
- 1954–1960:  Arie Rentenaar

- 1960–1961:  Franz Rybicki
- 11/1961–1962:  Piet Kluit

- 1962–1963:  Cor Sluijk

## Bekende (oud-)spelers
- Jan Blinkhof
- Jelle Blinkhof
- Hans van Doorneveld
- Guus Dräger
- Toon Effern
- Cees Groot
- Henk Groot
- Erik Homan
- Piet Kraak
- Leen(dert) van der Lugt
- Gerrit Visser
- Couhaib Driouech